# 榮啟期

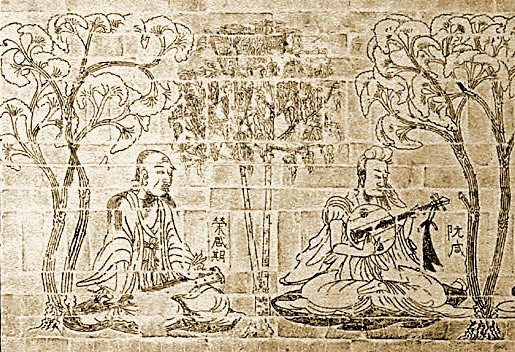
竹林七贤和荣启期砖印模画（局部），1960年4月出土于江苏省南京市西善桥南朝墓葬，描绘容启期（左）和竹林七贤之一的阮咸（右）。

榮启期是與中国古代哲学家孔子有關的一个寓言中的隐士。虽然在之后几个世纪中基本无人提及，但是他与孔子相遇的故事是艺术作品灵感的来源。这个故事在春秋時期的道家先驅列御寇的著作《列子》中被引用。很多学者认定榮启期虽然在早期的中国文学中是一个重要人物，但比较可能是虚构或传奇人物，而不是历史上的真实人物。在魏晉的傳說中，榮啟期更與凡俗脫節，搖身化成一位仙人。

## 与孔子的相遇
在列子的這故事中，敘述孔子遇到一位称为榮启期的隐士。當時他衣衫褴褛，看起来也很老；但是他仍在彈琴唱歌，似乎很快乐，完全不在乎自己的困境。汉朝的淮南子说「夫荣启期一弹，而孔子三日乐，感于和。」
孔子问他幸福的理由，他答說：「生而为人、生为男子和活到老」，这三件事对他来说就足够快乐了。榮启期对孔子说：「毕竟大多数人都是穷人，所有的人都将死，所以为什么要担心衰老和贫穷？因此与其和别人一起等待生命的结束，为什么他应该担心自己？为什么应该拒绝自己的快乐？」 

## 對文学与艺术的影響

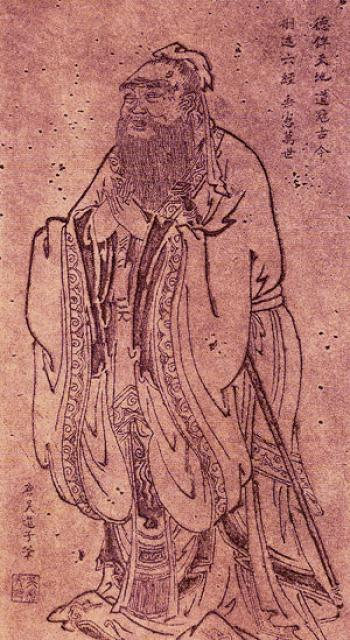
孔子肖像畫，由唐朝畫家吳道子（680年 - 740年）所繪。

可能是虚构人物的榮启期的哲学在文人中受到赞赏，而且在艺术家眼中看来是一种更自然、流畅、自由的生活方式。诗人阮侃称赞榮启期的宿命论是道教一种实现安宁与和谐生活的方法，为道不可或缺的一部分。
诗人顾恺之與陶渊明的诗中也曾提到榮启期，但后者提到自己比較怀疑这种强调自然和放弃世俗的作法在实际上是否值得。
一些诗人不認同榮启期的哲学，将隐居看作廉价的摆脱不幸和责任的手段。诗人竺僧度在赞扬隐居作为一种精神启示的手段同时，也拒绝徒劳地沉迷于简单的欢乐和欲望。在他的一首诗中，他对榮启期的哲学的回应是“今世虽云乐。当奈后生何？”
榮启期也普遍与魏末晉初的清谈、玄学代表人物竹林七贤一起被相提並論。在南京出土的第四世纪描绘竹林七贤与榮启期的一些佛法艺术表明了这一点。不过，假設榮启期是一个真實的人而不是一个虛構人物的话，而竹林七贤生活的時期距離榮启期非常久遠，所以这种关联也應該是虛構的。

## 参阅
- 锡诺普的第欧根尼
- 宿命论
- 享乐主义
- 道教

## 脚注
1. 1 2  Bokenkamp, Stephen.(2009), p. 27.
2. ↑  Spiro, Audrey.(1990), p. 3.
3. ↑  Spiro, Audrey.(1990), p. 62.
4. ↑  出之《列子》的天瑞篇，原文為「吾樂甚多：天生萬物，唯人為貴。而吾得為人，是一樂也。男女之別，男尊女卑，故以男為貴；吾既得為男矣，是二樂也。人生有不見日月、不免襁褓者，吾既己行年九十矣，是三樂也。貧者士之常也，死者人之終也，處常得終，當何憂哉？」
5. ↑  姚迁、古兵 (1981)
6. ↑  Spiro, Audrey.(1990), p. 94.
7. ↑  Bokenkamp, Stephen.(2009), p. 29-30.
8. ↑  Spiro, Audrey.(1990)

## 引用
- Bokenkamp, Stephen R. . University of California Press. 2009: 220 pages.
- Spiro, Audrey. . University of California Press. 1990.
- Robinet, Isabelle (1979), "Metamorphosis and Deliverance from the Corpse in Taoism", History of Religions 19.1
- 姚迁、古兵. . 文物出版社. 1981.